# Caenolestidae
Ordre
Famille
Les Caenolestidés (Caenolestidae), appelés, rats marsupiaux, musaraignes marsupiales ou encore caenolestides, sont une famille de Mammifères marsupiaux d'Amérique du Sud, la seule de l'ordre des Paucituberculata.

## Liste des genres
- Caenolestes Thomas, 1895 - musaraignes marsupiales communes[1]
- Lestoros Oehser, 1934
- Rhyncholestes Osgood, 1924

### OrdrePaucituberculata
- (en) Tree of Life Web Project : Paucituberculata
- (en) Catalogue of Life : Paucituberculata Ameghino, 1894 (consulté le 11 décembre 2020)
- (en) Paleobiology Database : Paucituberculata  Amenghino 1894
- (fr + en) ITIS : Paucituberculata  Ameghino, 1894
- (en) Animal Diversity Web : Paucituberculata
- (en) NCBI : Paucituberculata (taxons inclus)

### FamilleCaenolestidae
- (fr + en) ITIS : Caenolestidae  Trouessart, 1898
- (en) Animal Diversity Web : Caenolestidae
- (en) NCBI : Caenolestidae (taxons inclus)